# Колесо Времени
«Колесо́ Вре́мени» (англ. The Wheel of Time, сокр. WoT или tWoT) — цикл литературных произведений американского писателя Роберта Джордана, включающий в себя 14 опубликованных романов, написанных в стиле эпического фэнтези, приквел «Новая весна» и «Иллюстрированный Путеводитель по миру „Колеса Времени“». Последние три книги цикла написаны Брэндоном Сандерсоном по черновикам Роберта Джордана.

## Издания и переводы
Джордан начал писать первую книгу, Око мира (англ. The Eye of the World), в 1984 году. Книга была опубликована в США в январе 1990 года издательством Tor Books, а через год вышла вторая книга цикла — Великая Охота (англ. The Great Hunt). На русский язык оба романа были впервые переведены в 1996 году издательством АСТ. В 2001 году появилось новое издание Ока мира, в которое был включён дополнительный пролог — Вороны (англ. The Ravens).
В ноябре 1997 года была издана книга Роберта Джордана и Терезы Паттерсон — «Иллюстрированный Путеводитель по миру „Колеса Времени“» (англ. The World of Robert Jordan’s The Wheel of Time). В ней содержатся тексты о мире Колеса и его истории, не связанные общим сюжетом. Ранее она анонсировалась как «An Illustrated Guide to the Wheel of Time».
В 1996 году был опубликован рассказ «Удар по Шайол Гул» (англ. The Strike at Shayol Ghul), посвящённый предыстории экспедиции Льюса Тэрина и Ста Спутников. В 1998 г. в антологии Legends: Short Novels by the Masters of Modern Fantasy вышел рассказ Hовая весна (англ. New Spring) о встрече Морейн и Лана и о начале поисков Морейн Возрожденного Дракона. В России эта антология вышла под названием «Легенды» в Золотой серии фэнтези, опубликованной издательством АСТ.
Роберт Джордан умер 16 сентября 2007 года, не успев закончить последнюю книгу цикла. Он оставил обширные записи для того, кто закончил бы сагу в соответствии с пожеланиями автора. На эту роль вдова Роберта Джордана избрала Брэндона Сандерсона, автора фэнтези и большого фаната «Колеса Времени». В процессе работы над романом он объявил, что книга будет слишком большой, и поэтому предпочёл бы разбить её на три части, которые будут опубликованы отдельно, одна за другой. Первая часть вышла в 2009 г. под названием «The Gathering Storm». Вторая — 2 ноября 2010 года под названием «Towers of Midnight». Третья — «A Memory of Light» вышла 8 января 2013 года.
После выхода последнего романа цикл номинировался в 2014 году на премию «Хьюго» в номинации «Лучший роман», войдя в пятёрку лучших.
В 2020 году за издание цикла Роберта Джордана взялось издательство «Азбука-Аттикус». Цикл Джордана выходит в серии «Звезды новой фэнтези».

## Книги серии
| #   | Оригинальное название                          | Русское название                                       | Выход 1-го издания | Выход русского издания | Примечание |
| --- | ---------------------------------------------- | ------------------------------------------------------ | ------------------ | ---------------------- | --- |
|     | New Spring                                     | Новая весна                                            | 1998               | 1999                   | Одноимённая повесть публиковалась в составе антологии «Legends» («Легенды») в 1998 году. |
| 1.  | The Eye of the World                           | Око мира                                               | 15 января 1990     | 1996                   | В 2001 году вышло издание, в которое был включён дополнительный пролог — Ravens (Вороны) |
| 2.  | The Great Hunt                                 | Великая охота                                          | 15 ноября 1990     | 1996                   | |
| 3.  | The Dragon Reborn                              | Возрождённый Дракон                                    | 15 октября 1991    | 1996                   | |
| 4.  | The Shadow Rising                              | Восходящая тень                                        | 15 сентября 1992   | 1997                   | |
| 5.  | The Fires of Heaven                            | Огни Небес                                             | 15 октября 1993    | 1997                   | |
| 6.  | Lord of Chaos                                  | Властелин Хаоса                                        | 15 октября 1994    | 1998                   | |
| 7.  | A Crown of Swords                              | Корона Мечей                                           | 15 мая 1996        | 1999                   | |
| 8.  | The Path of Daggers                            | Путь кинжалов                                          | 20 октября 1998    | 2000                   | |
| 9.  | Winter’s Heart                                 | Сердце Зимы                                            | 7 ноября 2000      | 2001                   | |
| 10. | Crossroads of Twilight                         | Перекрёстки сумерек                                    | 7 января 2003      | 2005                   | |
| 11. | Knife of Dreams                                | Нож Сновидений или Кинжал снов (разные переводы)       | 11 октября 2005    | 2009                   | |
| 12. | The Gathering Storm                            | Грядущая Буря                                          | 27 октября 2009    | 2023                   | Первый из трёх романов, дописанных Брэндоном Сандерсоном по черновикам Роберта Джордана. |
| 13. | Towers of Midnight                             | Башни Полуночи                                         | 2 ноября 2010      | 2024                   | Второй из трёх романов, дописанных Брэндоном Сандерсоном по черновикам Роберта Джордана. |
| 14. | A Memory of Light                              | Память света                                           | 8 января 2013      | 2024                   | Заключительный из трёх романов, дописанных Брэндоном Сандерсоном по черновикам Роберта Джордана. Номинировался в 2014 году на премию Хьюго, войдя в пятёрку лучших романов.                                                                                           |
|     | The World of Robert Jordan’s The Wheel of Time | Иллюстрированный путеводитель по миру «Колеса Времени» | 13 ноября 1998     | 3 декабря 2022         | (в соавторстве с Терезой Паттерсон (англ. Teresa Patterson), включает рассказ Удар по Шайол Гул (The Strike at Shayol Ghul) |
|     | The Strike at Shayol Ghul                      | Удар по Шайол Гул                                      | 1996               | Не выходила            | Выложен в интернете, в 1998 — напечатан в составе «Иллюстрированного путеводителя по миру „Колеса Времени“» |
|     | The Wheel of Time Companion                    | Путеводитель Колеса Времени                            | 2015               | Не выходила            | Энциклопедия по миру Колеса Времени, выпущенная вдовой Роберта Джордана Харриет Мак-Дугал в соавторстве с Аланом Романчук и Марией Симонс. Включает в себя глоссарий мира и биографии главных и второстепенных персонажей цикла, а также некоторую другую информацию. |

## История создания
Идея «Колеса Времени» пришла Роберту Джордану за десять лет до написания первого романа этой серии.
Я с самого начала знал последнюю сцену заключительной книги.
Это была первая сцена, которая пришла мне в голову.Роберт Джордан
Как сказал сам автор, он хотел написать фэнтези, которое отражало бы реальный мир, с персонажами, отражающими реальных людей — не конкретных людей — но символы, которыми были бы эти люди. Основная идея заключалась в следующем: действительно ли кто-то желает быть спасителем человечества? Может ли кому-то понравиться, когда его хлопают по плечу и говорят: «Ты спаситель человечества, и, кстати, мы ожидаем, что ты сойдёшь с ума и умрешь для того, чтобы исполнить пророчества и спасти всех».
Над первым романом Джордан работал около четырёх лет. Изначально главным героем серии должен был стать пожилой мужчина, внезапно обнаруживший, что является избранным и должен спасти мир. Во время написания книги характеры персонажей и сюжетные линии значительно изменились. В итоге в первом романе автор сознательно решил приблизиться к стилю Толкина и сюжету Братства Кольца. Он сделал персонажей моложе и, тем самым, менее опытными. Это решение облегчило и ускорило написание первой книги.

В первых главах «Ока Мира» я старался создать толкиеновскую атмосферу, не копируя толкиеновский стиль. Но это было лишь непрямым способом сказать читателю: всё в порядке, все знакомо, ты такое уже читал. Теперь давай перейдем к новому материалу. — Интервью с Робертом Джорданом
Первоначально планировался цикл, состоящий из 3-4 книг. После написания первого романа, Джордан увеличил их число до 5, а после окончания второго — до 6 или 7. В открытом письме, направленном Tor Books от 19 мая 1996 года, автор сказал, что серия будет содержать по меньшей мере 10 книг.

## Сюжет
В преддверии праздника Бэл Тайн в Эмондовом Лугу начинают происходить странные и ужасные вещи. Подростки видят чёрного всадника, наводящего ужас одним своим присутствием, в селение, где чужаки появляются крайне редко, приезжают сразу трое чужестранцев — седой менестрель Том Меррилин, прекрасная леди Морейн и её страж Лан, а ночью на селение нападают троллоки — существа, которых не видели со времен Троллоковых Войн.
Морейн, которая на самом деле оказывается Айз Седай, считает, что троллоки охотятся за тремя подростками — Рандом ал’Тором, Мэтом Коутоном и Перрином Айбарой. Она предлагает им покинуть Эмондов Луг и отправиться в Тар Валон под защиту Айз Седай. Вместе с тремя друзьями в путь отправляются Эгвейн ал'Вир и Том Меррилин.
На протяжении всего цикла им предстоят нелёгкие испытания — роковые встречи, потери, тяжелые решения, безумие, войны, предательства и Последняя Битва.

## Персонажи
По количеству персонажей «Колесо времени» превосходит «Войну и Мир». В фанатских базах данных насчитывается до 2782 персонажей.
В мире «Колеса времени» кроме людей, представителей 19 наций, существует раса огир, а также порождения тьмы, некогда бывшие людьми — троллоки и мурддраалы. 
По признанию самого Роберта Джордана все женские персонажи, встречающиеся в цикле, наделены определенными чертами характера его супруги Харриет Мак-Дугал.

## Мир «Колеса Времени»
Мир, созданный Робертом Джорданом, очень детализирован и проработан. Он похож на отлаженный механизм, который подчиняется определённым принципам и практически не подвержен изменениям. В мире нет ни начала, ни конца, всё циклично —  Эпохи сменяют друг друга, повторяясь вновь, а души перерождаются. Реинкарнация является неотъемлемой частью всего сущего. Мир Колеса Времени —  это вселенная, в которой основополагающим фактором является само Колесо и сплетаемый им Великий Узор, устанавливающий в мире равновесие. 

Действия цикла происходят не в одном мире, а сразу в трёх - в мире Яви, в Тел’аран’риоде (Мире Снов) и в Синдоле (мир существ Элфин и Илфин).
Политическое устройство и экономика государств практически идентичны Средневековым монархиям, но в то же время религия как таковая отсутствует. В роли Бога выступает Создатель, сотворивший сам мир, Колесо Эпох, Единую Силу и образ для Великого Узора. Создатель является фигурой пассивной, он не требует поклонения, молитв и жертвоприношений. В книге также нигде не упоминается, что человек (или иное разумное существо) были созданы по его образу и подобию.

Магия как таковая отсутствует, а заменившая её Единая Сила подчиняется особой форме законов термодинамики. Именно с её помощью были созданы все диковинные технологии Эпохи Легенд.

Джордан не пытался скопировать какой-либо определенный период истории или культуру, но представление о том, как выглядела жизнь в разные времена, помогло ему сформировать видение мира Колеса. На карте его мира присутствует 18 государств, а сам мир населяют около 20 наций. У каждой из этих стран есть своя история, свои традиции и обычаи. Фактически каждый народ, представленный в романе, является смешением различных европейских и азиатских культур.
Одной из отличительных черт мира «Колеса Времени» является матриархальность — ко времени начала повествования мир во многом подчинён власти женщин, как в политическом, так и в социальном смысле. Это можно объяснить тем, что за 3000 лет до начала основных действий мужчины Направляющие (англ. Channeler), сойдя с ума из-за порчи, привели мир к Разлому.